# محمد وحید حسن
محمد وحید حسن مانلیک (به انگلیسی: Mohammed Waheed Hassan Manlik و به دیوهی:ޑރ. މުޙައްމަދު ވަޙީދު ޙަސަން މަނިކު) (زاده ۳ ژانویه ۱۹۵۳) اولین فرزند حسن ابراهیم مانیکو و آشاس موسا است که از ۷ فوریه ۲۰۱۲ به عنوان رئیس جمهور مالدیو انتخاب شده است.